# (3076) Garber
(3076) Garber (1982 RB1) – planetoida z pasa głównego asteroid okrążająca Słońce w ciągu 3,35 lat w średniej odległości 2,24 j.a. Odkryta 13 września 1982 roku.